# 宮城県立古川支援学校
宮城県立古川支援学校（みやぎけんりつ ふるかわしえんがっこう）は、宮城県大崎市古川飯川字熊野にある県立特別支援学校。知的障害を教育対象とする。

## 概要
旧校名は「宮城県立古川養護学校」。旧通称は「古養」（ふるよう）。
近年は、仙台市内をはじめ、仙台周辺圏所在である本校にあっても、児童・生徒数が増加傾向にあり、校舎の収容人員が逼迫しており、プレハブ校舎などで急場をしのいでいる現状にある。

## 学部
- 小学部
- 中学部
- 高等部（普通科）
- 訪問部